# Politikåret 1848

## Händelser
- 22 mars – Adam Wilhelm Moltke tillträder som Danmarks första premiärminister.[1]
- 10 april
  - Gustaf Algernon Stierneld efterträder Albrecht Elof Ihre som Sveriges utrikesstatsminister.[2]
  - 25 september - Gustaf Sparre efterträder Arvid Mauritz Posse som Sveriges justitiestatsminister.[2]
- 29 maj - Wisconsin blir delstat i USA.[3]
- 14 augusti - Oregonterritoriet upprättas i USA.[4]

## Avlidna
- 23 februari – John Quincy Adams, amerikansk diplomat och politiker, senator 1803–1808, USA:s utrikesminister 1817–1825, USA:s president 1825–1829, representanthusledamot 1831–1848.

### Fotnoter
1. ↑  ”Denmark” (på engelska). World Statesmen. http://www.worldstatesmen.org/Denmark.html. Läst 29 juli 2015.
2. 1 2  ”Sweden” (på engelska). World Statesmen. http://www.worldstatesmen.org/Sweden.html. Läst 29 juli 2015.
3. ↑  ”Washington” (på engelska). World Statesmen. http://www.worldstatesmen.org/US_states_V-W.html#Wisconsin. Läst 29 juli 2015.
4. ↑  ”Oregon” (på engelska). World Statesmen. http://www.worldstatesmen.org/US_states_O-R.html#Oregon. Läst 29 juli 2015.